# Бергшрунд
Бергшрунд (нем. Bergschrund) — трещина в снежно-ледовом склоне, формирующаяся при отрыве тяжелой нижней части, движущейся вместе с ледником, от неподвижного снежно-фирнового склона в верхней части. Обычно располагается в начале ледника, либо на бортах ледника (см. также ранклюфт). Ширина трещины может составлять от нескольких сантиметров до нескольких метров. Иногда бергшрунд доходит до коренной подстилающей породы и его глубина может составлять более 100 метров. Верхняя стенка бергшрунда часто имеет нависание и состоит из снега, что сильно затрудняет её преодоление снизу-вверх.
Зимой бергшрунд часто закрыт снегом (например из-за лавин спускающихся со скал над ним), во второй половине лета из-за таяния снега является серьёзным препятствием для альпинистов, так как при отсутствии снежного моста его достаточно трудно преодолеть.

## Внешние ссылки
- Ссылки из ледникового справочника (недоступная ссылка)  (недоступная ссылка с 20-01-2017 [2967 дней])
- Термины горного рельефа